# Bionika
Bionici (riječ vodi porijeklo od: „bio“- život + „nici“- kao u elektronici) predstavljaju mehaničke sisteme koji funkcionišu kao živi organizmi ili njihovi djelovi.

## Razvoj elektronike u medicini
Medicina se vjekovima oslanjala na nagađanja, travare, „puštanje krvi“ i slične metode, sve dok Vilijam Harvi nije otkrio cirkulaciju krvi kroz organizam 1628. godine. Danas se savremena medicina oslanja na elektronske naprave pri obradi nalaza, uspostavljanju dijagnoze i laboratorijskim ispitivanjima. Sve do 1907. godine mjerenje krvnog pritiska i srčanog ritma oslanjalo se na ljudsku procjenu, sa otkrićem nerava, mišića, srca i mozga razvijeni su elektromagnetski uređaji za njihovo mjerenje. 1820. njemački naučnik Johan Švager konstruisao je sklop za pojačanje magnetne komponente električnog kola i time napravio prvi električni instrument za mjerenje - galvanometar na kojem se temeljila konstrukcija ampermetara i voltmetara. Nakon otkrića nervnog impulsa kao osnovnog mehanizma prenošenja informacija u nervnom sistemu pojavljuju se instrumenti sa elektrodama. 1887. godine Avgustus Valer je konstruisao prvi elektrokardiogram (ECG) i time omogućio mjerenje električnog pulsa ljudskog srca. Sredinom XX vijeka Hans Berger konstruiše prvi elektroencefalograf (EEG). Danas, u XI vijeku naučnici konstruišu proteze koje zamjenjuju ljudske udove i oštećene dijelove tijela.

## Primjena
Nakon oštećenja ili uklanjanja tkiva i kostiju koji sačinjavaju određeni dio tijela nervi i dijelovi mozga koji su upravljali njime nastavljaju da funkcionišu. Ljudima koji se suočavaju sa ovakvim problemima elektronika i naučnici izlaze u susret zamjenjujući nedostatke njihovog tijela neuralnim protezama odnosno bionicima. 
U zavisnosti od toga koji je dio tijela oštećen razlikuje se i princip ugradnje i funkcionisanja bioničkog mehanizma. U daljem tekstu biće obrađeni neki od njih.

### Vid
Elektronika današnjice je omogućila ljudima koji su ostali bez vida usred oštećenja fotoreceptivnih ćelija oka da ga barem djelimično povrate. Najnoviji model implanta za vid sadrži stotine, čak i hiljade elektroda koje šalju vizuelne stimulanse očnom nervu. Kao što je slučaj i sa pikselima digitalnih aparata, više elektroda omogućava primanje većeg broja detalja. Cijeli implant se sastoji od:
- Video kamere koja šalje slike do kompjutera koji se nosi oko struka. Kompjuter konvertuje video zapis u pojednostavljeni signal.
- Odašiljača koji bežično šalje signal do implanta u oku.

- Prijemnika koji šalje primljeni signal do gore pomenute grupacije elektroda koje zatim stimulišu mrežnjaču i time omogućavaju očnom nervu da prenese signal do mozga koji opaža vizuelne obrasce stimulisane elektrodama .

### Sluh
Kohlearni implanti omogućavaju ljudima da povrate oštećeni sluh. Ideja o poboljšanju sluha javlja se prvi put u Francuskoj 1950. godine, a prvi multikanalni uređaj se razvija 1978. godine a 4 godine kasnije se i operacijom ugrađuje pacijentima. 2002. godine ovi impalnti prerastaju u treću generaciju BTE-ESPRIT 3G procesor govora sa podešavanjem za šapat, ugrađenim telefonskim kalemom i cjelodnevnim trajanjem baterije.
Oni se sastoje od grupacije elektroda koje premošćavaju one dijelove ušiju koji ne funkcionišu i prenose elektronske signale do slušnih nerava. Cijeli implant se sastoji od: 
- Antene koja prima signale sa mikrofona u eksternom procesoru govora.

- Magneta koji pridržava spoljni odašiljač koji šalje signal do antene smještene ispod kože.

- Prijemnik-stimulatora koji usmjerava signale od antene do elektroda u kohleji.

Mikrofon prima zvuk koji se zatim obrađuje. Signali dolaze u predajnik koji ih šalje do implanta gdje se pretvaraju u električne signale. Akustični talasi se propuštaju kroz filtre propusnike opsega i filtrirani dovode do elektrode koja stimuliše nervna vlakna i signal se dalje prenosi putem slušnog nerva do centralnog nervnog sistema. Elektrode u novim uređajima imaju prilagodljiv oblik i prevučene su slojem koji omogućuje primjenu ljekova koji sprečavaju degeneraciju. Ovaj implant omogućava frekvencijsko kodiranje analogno prirodnom. Broj elektroda i njihovo rastojanje utiču na rezoluciju-veći broj elektroda omogućava bolje kodiranje pa samim tim i veću količinu informacija koju auditorni sistem može da tumači. 
Bitno je napomenuti da kohlearni implant i slušni aparat nisu isto - slušni aparat je sklop koji primljeni zvuk pojačava i čini ga glasnijim što nije rješenje za teška oštećenja sluha dok kohlearni implant ne pojačava zvuk već direktno stimuliše nervna vlakna i omogućava korisniku da čuje.

## Pejsmejker
Pejsmejker je mehanički uređaj koji stimuliše rad srca i omogućuje normalne kontrakcije srčanog mišića pa se i naziva engl. pace maker (davalac ritma). 
Sastoji se od:
- Generatora pulsa - zapečaćena metalna kutija na baterijsko napajanje koja se ugrađuje ispod kože.

- Elektrodnih katetera - posebni kablovi za sprovođenje električne struje sastavljeni iz konduktora (kojim se struje prenosi od generatora pulsa do srca), izolatora koji štiti okolne strukture i elektrode preko koje strujni impulsi utiču direktno na rad srca.

Postoji više vrsta pejsmejkera: privremeni, jednokomorni, dvokomorni, programabilni, eksterni...
Sastavni dio pejsmejkera su : napajanje, oscilator, provodnici i elektrode. Sledeća šema prikazuje najjednostavniji pejsmejker (prvi pejsmejker, konstruisan od strane Vilsona Gretbača, 1960. godine i ugrađen u tijelo psa):
Kolo daje impulse trajanja 1,8 ms, periode 1 s. Oblik signala na izlazu (širina impulsa i interval između impulsa) ne zavise od malog pada napona baterije, i kolo skoro da ne troši njenu energiju tokom intervala između impulsa. Izlaz oscilatora se dovodi na ulaz sklopa za uvećanje napona stvarajući time impuls dovoljne amplitude da dovede do kontrakcije mišića srca.
Komplikovaniju vrstu pejsmejkera predstavljaju eksterni pejsmejkeri:
Signal koji se prenosi sa elektroda dijeli se djeliteljem napona kojeg formiraju R15, R16, R17, R18 i R19. Selekcija osjetljivosti ventrikularnog signala se vrši preko prekidača SW1,a zatim se signal pojačava operacionim pojačavačem IC1 (propusni opseg mu je od 88 Hz do 100 Hz). R8 i C5 formiraju filtar propusnik visokih učestanosti. Komparatori IC2 i IC3 provjeravaju da li pojačani i filtrirani signal ima amplitudu čija je apsolutna vrijednost veća od 15 mV. Otpornici R4, R6, R9 i R11 prave djelitelj napona za komparator. U stanju mirovanja izlazi iz komparatora su u stanju logičke nule a kada se pređe granica izlaz iz IC3 postaje logička jedinica.

## Ostale primjene
Osim pomenutih proteza naučnici danas razvijaju motorizovane šake, stopala, kompjuterizovana koljena, zglobove, sklopove sa elektrodama koji omogućavaju kvadriplegičarima da pokreću udove, bioničku kožu koja bi mogla u budućnosti da registruje temperaturu i dodir i još mnogo toga koristeći elektroniku da pomognu ljudima da i nakon oštećenja nekog od djelova tijela nastave što normalnije da funkcionišu.

## Literatura
- European Space Agency – Advanced Concepts Team Biomimetics Website
- Biomimicry Institute
- Biomimicry: Innovation Inspired by Nature. 1997. Janine Benyus.

- Biomimicry for Optimization, Control, and Automation, Springer-Verlag, London, UK, 2005, Kevin M. Passino
- Ideas Stolen Right From Nature (Wired Magazine)
- Bionics and Engineering: The Relevance of Biology to Engineering, presented at Society of Women Engineers Convention, Seattle, WA, 1983, Jill E. Steele
- Bionics: Nature as a Model. 1993. PRO FUTURA Verlag GmbH, München, Umweltstiftung WWF Deutschland